# Вільково-Старе
Вільково-Старе (пол. Wilkowo Stare) — село в Польщі, у гміні Посвентне Білостоцького повіту Підляського воєводства.
Населення — 200 осіб (2011).
У 1975-1998 роках село належало до Білостоцького воєводства.

## Демографія
Демографічна структура станом на 31 березня 2011 року:
|          | Загалом | Допрацездатний вік | Працездатний вік | Постпрацездатний вік |
| -------- | ------- | ------------------ | ---------------- | -------------------- |
| Чоловіки | 99      | 17                 | 70               | 12                   |
| Жінки    | 101     | 14                 | 63               | 24                   |
| Разом    | 200     | 31                 | 133              | 36                   |